# Kiriłł Nababkin
Kiriłł Anatoljewicz Nababkin (ros. Кирилл Анатольевич Набабкин, ur. 8 września 1986 w Moskwie) – piłkarz rosyjski grający na pozycji prawego obrońcy. Jest zawodnikiem CSKA Moskwa.

## Kariera klubowa
Nababkin pochodzi z Moskwy. Jest wychowankiem tamtejszego klubu o nazwie FK Moskwa. Już w 2004 roku został włączony do kadry pierwszego zespołu, jednak nie zdołał zadebiutować w Premier Lidze i cały sezon spędził w rezerwach FK. W ekstraklasie rosyjskiej Kiriłł swój pierwszy mecz rozegrał rok później, 3 sierpnia, a FK zremisowało 1:1 w derbach Moskwy z CSKA. Do końca sezonu wystąpił jeszcze w 7 meczach, a FK zakończyło sezon na 5. miejscu w tabeli. W 2006 roku Nababkin także był rezerwowym w moskiewskim klubie i zaliczył w jego barwach 9 spotkań, a FK zajęło 6. pozycję. W 2008 roku Rosjanin rozegrał w lidze 25, zaś w 2009 - 28 pojedynków. W grudniu 2009 roku jego kontrakt z FK Moskwa wygasł i Nababkin przeszedł do drużyny CSKA.
| Sezon     | Klub        | Kraj  | Rozgrywki     | Mecze | Bramki |
| --------- | ----------- | ----- | ------------- | ----- | ------ |
| 2004      | FK Moskwa   | Rosja | Priemjer-Liga | 0     | 0      |
| 2005      | FK Moskwa   | Rosja | Priemjer-Liga | 8     | 0      |
| 2006      | FK Moskwa   | Rosja | Priemjer-Liga | 9     | 0      |
| 2007      | FK Moskwa   | Rosja | Priemjer-Liga | 10    | 0      |
| 2008      | FK Moskwa   | Rosja | Priemjer-Liga | 25    | 0      |
| 2009      | FK Moskwa   | Rosja | Priemjer-Liga | 22    | 1      |
| 2010      | CSKA Moskwa | Rosja | Priemjer-Liga | 13    | 0      |
| 2011-2012 | CSKA Moskwa | Rosja | Priemjer-Liga | 34    | 0      |
| 2012-2013 | CSKA Moskwa | Rosja | Priemjer-Liga | 19    | 0      |

## Kariera reprezentacyjna
Od 2005 do 2008 roku Nababkin był młodzieżowym reprezentantem Rosji U-21. W 2007 roku wystąpił m.in. w wygranym 1:0 meczu z Polską.